# Spatangus britannus
Espèce
Spatangus britannus est une espèce éteinte d'oursins de la famille des Spatangidae, ayant vécu dans l'ouest de la France au Miocène moyen. L'abbé Bazin indique qu'il est « remarquable qu'à peu de distance des faluns de Bretagne, dans la Manche, se trouve vivant encore le Spatangus purpureus qui a des points nombreux de ressemblance avec le Spatangus britannus, avec lequel il ne peut cependant être confondu ». 

## Répartition
L'espèce type Spatangus britannus provient du Miocène de Bretagne en France. 
Lambert et Thiery (1921) la nomme Phymapatagus britannus, leur description comprenait trois autres espèces :
- Phymapatagus grignonensis (Desmarest) ;
- Phymapatagus heberti (Cotteau) ;
- Phymapatagus koeneni (Ebert).

À l'origine, elle se distinguait de Spatangus par l'absence de tubercules primaires dans l'interambulacre postérieur, et d'Hemipatagus par un plastron entièrement tuberculé.
Pour A. G. Fisher en 1966, et Didier Néraudeau en 2010, le sous-genre Phymapatagus du Miocène moyen de l'Ouest de la France est à reconsidérer. Pour lui, il faut restituer l’espèce britannus au sous-genre Spatangus. Il est classé comme synonyme junior de Spatangus.

## Description
L'espèce est décrite comme suit par Yves Bazin de Jessey : Espèce de grande taille, cordiforme, échancrée en avant, arrondie et un peu tronquée en arrière, plus longue que large (de 8 millimètres). Face supérieure convexe, renflée, ayant sa plus grande épaisseur en arrière du sommet apicial et sa plus grande largeur au point qui, dans l'ambitus, répond au point le plus élevé de la face supérieure : face inférieure presque plane, légèrement déprimée en avant du péristome et renflée dans l'aire interambulacraire impaire postérieure, formant un plastron long et presque triangulaire. Sommet ambulacraire un peu excentrique en avant, comme dans tous les spatangues, sillon antérieur s'élargissant du sommet apicial à son extrémité, peu relevé sur ses bords et d'une profondeur médiocre. L'aire ambulacraire est formée de petits pores à peine visibles et espacés. Les aires ambulacraires antérieures sont plus divergentes et plus virgulaires que les autres. Zones porifères antérieures larges, fermées à leur extrémité ; à pores inégaux, les internes plus ronds et plus petits que les externes , unis par un sillon : le côté postérieur de chacune de ces zones plus sinueux, en forme de virgule, garde ses pores dans toute son étendue, tandis que l'autre côté, en se rapprochant de l'appareil apicial, perd ses pores vers le milieu de sa longueur et ils sont remplacés par des points microscopiques, très visibles encore au-dessous du test brisé. Les zones interporifères sont assez larges et suivent les inflexions des ambulacres. Diverses sortes de tubercules : les uns très petits, serrés, répandus sur la face supérieure dont ils font comme le fond du dessin : les autres moins serrés, mieux scrobiculés, de grandeur variable sont sur la face inférieure ; et enfin de gros tubercules nettement perforés, séparés, espacés, couvrent les quatre aires interambulacraires où ils forment cinq ou six lignes régulières, dirigées des zones porifères parallèlement à l'ambitus, en nombres variables de tubercules. Péristome infra-marginal assez éloigné du bord, semi-lunaire, la lèvre postérieure s'arrondit en s'avançant vers la lèvre antérieure ; des tubercules plus gros entourent la bouche en dessinant une sorte de croix. L'appareil apicial laisse voir distinctement quatre pores génitaux ronds et égaux ; les deux antérieurs, plus rapprochés entre eux, sont au bout de la plaque madréporiforme, les deux autres, plus espacés, sont à ses côtés. Les cinq plaques ocellaires sont moins visibles à l'extrémité des aires anterambulacraires. Le périprocte ovale, transversal, au haut de la face postérieure est entouré d'un fasciole sous-anal.